# Кацхютте
Кацхютте (нем. Katzhütte) — община в Германии, в земле Тюрингия. 

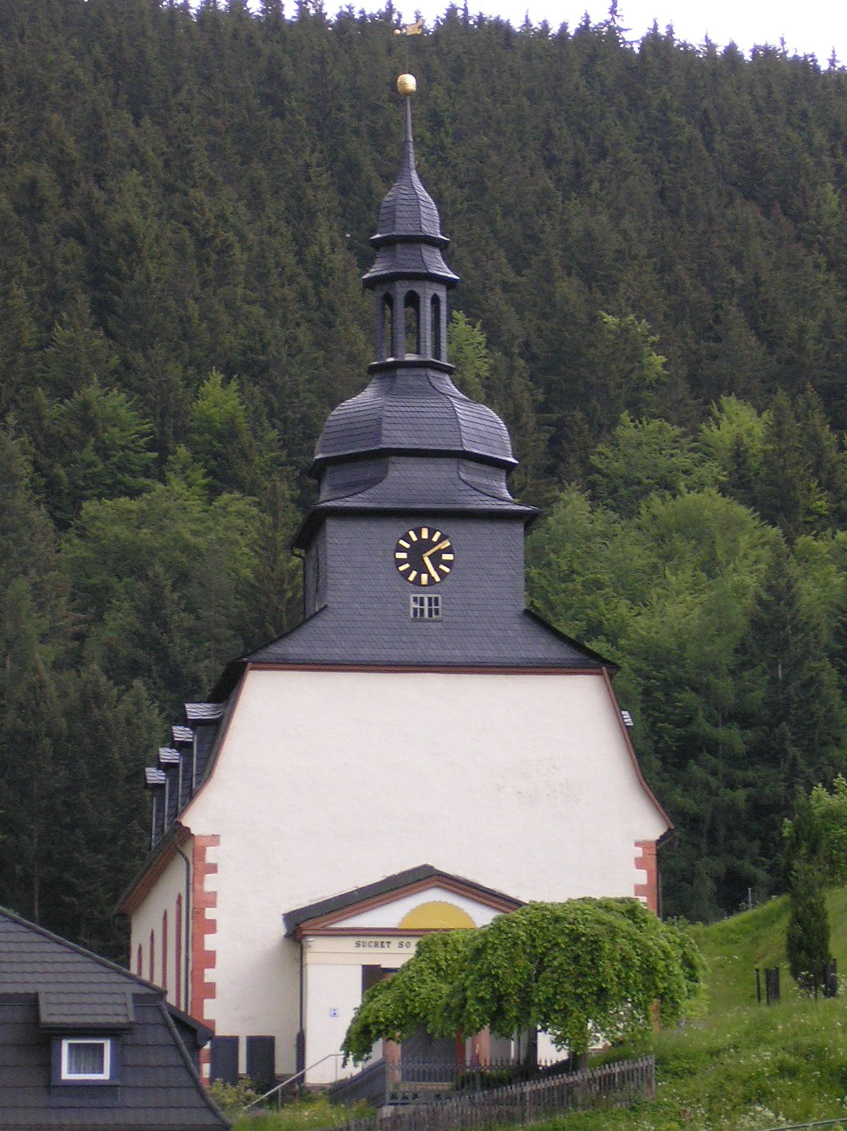
Церковь

Входит в состав района Заальфельд-Рудольштадт. Подчиняется управлению Бергбанрегион/Шварцаталь.  Население составляет 1657 человек (на 31 декабря 2010 года). Занимает площадь 28,69 км².
Коммуна подразделяется на 2 сельских округа.